# Shot at the Night
«Shot at the Night» es una canción de la banda de rock estadounidense, The Killers. La canción es el principal sencillo del primer álbum de grandes éxitos del grupo, Direct Hits. El tema fue dado a conocer el 16 de septiembre de 2013, cuando se cumplieron 10 años del primer concierto de la banda en Londres e inmediatamente se envió a todas las radios. La canción fue producida por el miembro de la banda M83, Anthony Gonzalez, quien anteriormente había sido músico de apoyo en su Day & Age World Tour. Island Records fue quien originalmente sugirió al productor, tras el éxito del sexto álbum de estudio de M83, Hurry Up, We're Dreaming lanzando en 2011. El guitarrista de The Killers, Dave Keuning afirmó que “había una cosa mutua como ‘creemos que eso es bueno, lo probaremos’. Es algo que finalmente encajó con nuestro estilo”. En cuanto a la colaboración de Gonzalez en la banda, el vocalista Brandon Flowers dijo que  “él es nuevo dentro del mundo de la producción. Realmente es un asistente técnico, pero no se puede negar su musicalidad. Mucha gente produce gracias a las computadoras, pero él también es un verdadero músico. Stuart Price y él son conocidos por trabajar junto a las computadoras, pero son los tipos más musicales que he conocido”. the song was recorded between October 2009 and November 2010

## Recepción de la crítica
La canción recibió comentarios positivos por parte de la crítica. NME puso a la canción en su lista de “10 canciones que debes escuchar en la semana del 18/09/13”, señalando que “es una mezcla adecuadamente triunfal entre los brillantes del synth pop, M83, y los rimbombantes de The Killers” y agregó que “tiene un coro eufórico que recuerda claramente el power-pop de los años 1980, lo que convierte a este himno en una de las más famosas de Nevada”. Spin encontró que la canción “es una joya con una brillante electrónica, un brillante coro y una gran percusión”. Rolling Stone señaló que la canción se aventura “en una fantasía del pop rock de los años ochenta, envuelta en todo el misticismo de la época”, concluyendo que el tema es “sólido”.

## Vídeo musical
El vídeo musical fue dado a conocer el 27 de septiembre de 2013 y fue dirigido por Roboshobo, quien anteriormente había trabajado en los vídeos de las canciones navideñas de la banda, “The Cowboys' Christmas Ball” e “I Feel It in My Bones”. En cuanto a la elección del director, el vocalista, Brandon Flowers, afirmó que “siempre nos han ofrecido temáticas de vídeos en donde lo explícito y el libertinaje son lo principal, independientemente de lo que trate la canción. Nos gustó la temática de Robert, era diferente y con clase, y logró conseguirlo”.
En el vídeo se logra apreciar a la actriz de Sombras tenebrosas, Bella Heathcote, y al actor de The social network y The Internship Max Minghella. Heathcote interpreta a una camarera de hotel de clase media que trabaja en el Cosmopolitan Hotel en Las Vegas, que claramente se encuentra insatisfecha con su vida. Accidentalmente, se encuentra con un huésped del hotel, interpretado por Minghella. Los dos forman una conexión instantánea, lo que lleva al personaje de Heathcote a abandonar su turno de noche para explorar Las Vegas junto con su nuevo amor.

## Posicionamiento en listas
| Listas (2013)                               | Mejor posición |
| ------------------------------------------- | -------------- |
| Bélgica (Flandes) (Ultratip Bubbling Under) | 11             |
| Bélgica (Valonia) (Ultratip Bubbling Under) | 36             |
| Canada (Alternative Rock)                   | 24             |
| Irlanda (IRMA)                              | 70             |
| US Rock Songs (Billboard)                   | 22             |
| US Alternative Songs (Billboard)            | 20             |
| US Rock Digital Songs (Billboard)           | 15             |
| US Rock Airplay (Billboard)                 | 27             |